# Rugby-Union-Afrikameisterschaft 2001
Die Rugby-Union-Afrikameisterschaft 2001 (englisch 2001 Rugby Africa Cup, französisch Coupe d’Afrique de rugby à XV 2001) der Division 1 war die zweite Ausgabe der afrikanischen Kontinentalmeisterschaft in der Sportart Rugby Union. Es waren sechs Teams beteiligt, die in zwei Dreiergruppen eingeteilt waren. Jedes Team spielte je einmal zuhause und asuwärts gegen die anderen Teams der Gruppe. Die beiden Gruppensieger zogen ins Finale ein und ermittelten den Afrikameister.
Südafrika war nicht mit den Springboks vertreten, sondern mit einer U23-Amateurauswahl. Wie im Vorjahr setzte sich diese im Finale gegen Marokko durch und gewann zum zweiten Mal den Afrikameistertitel. Parallel dazu fand der Wettbewerb der Division 2 statt, der sieben weitere Nationalmannschaften umfasste. Der Finalsieger stieg in die erste Division des folgenden Jahres auf. Beide Wettbewerbe waren Teil der Qualifikation für die Weltmeisterschaft 2003.

## Division 1
Für einen Sieg gab es zwei Punkte, für ein Unentschieden einen Punkt, bei einer Niederlage null Punkte.

### Gruppenphase

#### Gruppe Nord
|    | Land           | Spiele | Siege | Unent. | Ndlg. | Spiel- punkte | Diff. | Tabellen- punkte |
| -- | -------------- | ------ | ----- | ------ | ----- | ------------- | ----- | ---------------- |
| 1. | Marokko        | 4      | 4     | 0      | 0     | 85:46         | + 39  | 8                |
| 2. | Elfenbeinküste | 4      | 1     | 1      | 2     | 86:49         | + 37  | 3                |
| 3. | Tunesien       | 4      | 0     | 1      | 3     | 28:104        | − 76  | 1                |

| 17. März 2001 | Tunesien | 14 : 17 | Marokko | Stade El Menzah, Tunis |
| 17. März 2001 |          |         |         | Stade El Menzah, Tunis |

| 7. April 2001 | Elfenbeinküste | 11 : 18 | Marokko | Stade Robert Champroux, Abidjan |
| 7. April 2001 |                |         |         | Stade Robert Champroux, Abidjan |

| 21. April 2001 | Marokko | 20 : 18 | Elfenbeinküste | Fès |
| 21. April 2001 |         |         |                | Fès |

| 28. April 2001 | Tunesien | 11 : 11 | Elfenbeinküste | Stade El Menzah, Tunis |
| 28. April 2001 |          |         |                | Stade El Menzah, Tunis |

| 12. Mai 2001 | Elfenbeinküste | 46 : 0 | Tunesien | Stade Robert Champroux, Abidjan |
| 12. Mai 2001 |                |        |          | Stade Robert Champroux, Abidjan |

| 19. Mai 2001 | Marokko | 30 : 3 | Tunesien | Marrakesch |
| 19. Mai 2001 |         |        |          | Marrakesch |

#### Gruppe Süd
|    | Land                  | Spiele | Siege | Unent. | Ndlg. | Spiel- punkte | Diff. | Tabellen- punkte |
| -- | --------------------- | ------ | ----- | ------ | ----- | ------------- | ----- | ---------------- |
| 1. | South Africa Amateurs | 4      | 4     | 0      | 0     | 250:77        | + 173 | 8                |
| 2. | Namibia               | 4      | 1     | 0      | 3     | 73:143        | − 70  | 2                |
| 3. | Simbabwe              | 4      | 1     | 0      | 3     | 91:194        | − 103 | 2                |

| 26. Mai 2001 | Namibia | 15 : 60 | South Africa Amateurs | South West Stadium, Windhoek |
| 26. Mai 2001 |         |         |                       | South West Stadium, Windhoek |

| 2. Juni 2001 | Simbabwe | 20 : 71 | South Africa Amateurs | Hartsfield, Bulawayo |
| 2. Juni 2001 |          |         |                       | Hartsfield, Bulawayo |

| 16. Juni 2001 | South Africa Amateurs | 41 : 13 | Namibia | Ellis Park Stadium, Johannesburg |
| 16. Juni 2001 |                       |         |         | Ellis Park Stadium, Johannesburg |

| 23. Juni 2001 | South Africa Amateurs | 78 : 29 | Simbabwe | Kings Park Stadium, Durban |
| 23. Juni 2001 |                       |         |          | Kings Park Stadium, Durban |

| 7. Juli 2001 | Simbabwe | 27 : 26 | Namibia | Hartsfield, Bulawayo |
| 7. Juli 2001 |          |         |         | Hartsfield, Bulawayo |

| 14. Juli 2001 | Namibia | 19 : 15 | Simbabwe | South West Stadium, Windhoek |
| 14. Juli 2001 |         |         |          | South West Stadium, Windhoek |

### Finale
| 16. Dezember 2001 | Marokko | 20 : 36 | South Africa Amateurs | Stade du C.O.C., Casablanca |
| 16. Dezember 2001 |         |         |                       | Stade du C.O.C., Casablanca |

## Division 2
Für einen Sieg gab es drei Punkte, für ein Unentschieden zwei Punkte, bei einer Niederlage einen Punkt.

### Gruppenphase
Kenia konnte die Gruppenphase überspringen.

#### Gruppe A
|    | Land    | Spiele | Siege | Unent. | Ndlg. | Spiel- punkte | Diff. | Tabellen- punkte |
| -- | ------- | ------ | ----- | ------ | ----- | ------------- | ----- | ---------------- |
| 1. | Kamerun | 2      | 1     | 0      | 1     | 41:25         | + 16  | 4                |
| 2. | Uganda  | 2      | 1     | 0      | 1     | 21:29         | − 8   | 4                |
| 3. | Sambia  | 2      | 1     | 0      | 1     | 37:45         | − 8   | 4                |

| 28. Juli 2001 | Sambia | 25 : 24 | Kamerun | Chingola |
| 28. Juli 2001 |        |         |         | Chingola |

| 11. August 2001 | Uganda | 21 : 12 | Sambia | Kyadondo Rugby Football Club, Kampala |
| 11. August 2001 |        |         |        | Kyadondo Rugby Football Club, Kampala |

| 25. August 2001 | Kamerun | 17 : 0 | Uganda | Stade Ahmadou Ahidjo, Yaoundé |
| 25. August 2001 |         |        |        | Stade Ahmadou Ahidjo, Yaoundé |

#### Gruppe B
|    | Land       | Spiele | Siege | Unent. | Ndlg. | Spiel- punkte | Diff. | Tabellen- punkte |
| -- | ---------- | ------ | ----- | ------ | ----- | ------------- | ----- | ---------------- |
| 1. | Madagaskar | 2      | 1     | 0      | 1     | 41:25         | + 16  | 6                |
| 2. | Botswana   | 2      | 1     | 0      | 1     | 21:29         | − 8   | 4                |
| 3. | Swasiland  | 2      | 0     | 0      | 2     | 37:45         | − 8   | 2                |

| 1. September 2001 | Botswana | 13 : 3 | Swasiland | Gaborone Rugby Football Club, Gaborone |
| 1. September 2001 |          |        |           | Gaborone Rugby Football Club, Gaborone |

| 16. September 2001 | Madagaskar | 31 : 11 | Botswana | Stade Municipal de Mahamasina, Antananarivo |
| 16. September 2001 |            |         |          | Stade Municipal de Mahamasina, Antananarivo |

| 29. September 2001 | Swasiland | 21 : 26 | Madagaskar | Mavuso Sports Centre, Manzini |
| 29. September 2001 |           |         |            | Mavuso Sports Centre, Manzini |

### Finalphase
|    | Land       | Spiele | Siege | Unent. | Ndlg. | Spiel- punkte | Diff. | Tabellen- punkte |
| -- | ---------- | ------ | ----- | ------ | ----- | ------------- | ----- | ---------------- |
| 1. | Madagaskar | 2      | 2     | 0      | 0     | 57:44         | + 13  | 6                |
| 2. | Kenia      | 2      | 1     | 0      | 1     | 60:42         | + 18  | 4                |
| 3. | Kamerun    | 2      | 0     | 0      | 2     | 39:70         | − 31  | 2                |

| 13. Oktober 2001 | Madagaskar | 27 : 20 | Kenia | Stade Municipal de Mahamasina, Antananarivo |
| 13. Oktober 2001 |            |         |       | Stade Municipal de Mahamasina, Antananarivo |

| 27. Oktober 2001 | Kamerun | 24 : 30 | Madagaskar | Stade Ahmadou Ahidjo, Yaoundé |
| 27. Oktober 2001 |         |         |            | Stade Ahmadou Ahidjo, Yaoundé |

| 24. November 2001 | Kenia | 40 : 15 | Kamerun | RFUEA Ground, Nairobi |
| 24. November 2001 |       |         |         | RFUEA Ground, Nairobi |

Madagaskar stieg in die Division 1 auf.